# Route nationale 710
Pour les articles homonymes, voir Route 710.
La route nationale 710 ou RN 710 était une route nationale française reliant en Aquitaine, Ribérac à Fumel.
À la suite de la réforme de 1972, elle a été déclassée en route départementale 710 (RD 710).

## Ancien tracé de Ribérac à Fumel (RD 710)
Elle comportait quatre segments, respectivement de 31, 30, 20 et 24 km, soit un total de 105 km, complétés de troncs communs avec les ex RN 139, 89, 703 et 660.
- Ribérac
- Saint-Méard-de-Drône
- Tocane-Saint-Apre
- Mensignac
- Chancelade

Puis, elle faisait un tronc commun avec la RN 139 et la RN 89 pour rejoindre Niversac, sur la commune de Saint-Laurent-sur-Manoire
- Niversac, commune de Saint-Laurent-sur-Manoire
- La Douze
- Mortemart, commune de Saint-Félix-de-Reillac-et-Mortemart
- Journiac
- Le Bugue

Puis, elle faisait un tronc commun avec la RN 703 pour rejoindre Siorac-en-Périgord
- Siorac-en-Périgord
- Fongauffier, bourg commun aux communes de Monplaisant et Sagelat
- Belvès
- Larzac
- Le Got, village où se trouve la mairie de Mazeyrolles

Enfin, elle faisait un tronc commun avec la RN 660
- Sauveterre-la-Lémance
- Saint-Front-sur-Lémance
- Cuzorn
- Fumel